# 朱果藤
朱果藤（学名：Rourea emarginata）为牛栓藤科红叶藤属的植物。分布在老挝、马来西亚、亚洲、缅甸以及中国大陆的云南、广西等地，生长于海拔300米至500米的地区，多生长在混交林中，目前尚未由人工引种栽培。